# Kenji Nomura
Kenji Nomura (乃村健次?, Nomura Kenji; Prefettura di Okayama, 23 luglio 1970) è un doppiatore giapponese.
È soprannominato "Nomuchin" ed è affiliato alla Aksent. Ha frequentato la Kurashikishiritsu Chayachō Elementary School, e si è diplomato alla Kurashikishiritsu Tōyō Junior High School e alla Okayamakenritsu Amagi High School.

## Anime
- Baki the Grappler (Yūjirō Hanma)
- BAKI (Atsushi Suedo)
- Baki Hanma (Atsushi Suedo)
- Bakumatsu kikansetsu irohanihoheto (Kakashi no Keishin)
- Battle Spirits - Dan il Guerriero Rosso (Kazan)
- Beet the Vandel Buster (Zenia)
- Bleach (Yammy Rialgo)
- Bobobo-bo Bo-bobo (Tesuikatsu/Katsu)
- Cannon Busters (Claw)
- Cybuster (Izaki)
- Daphne in the Brilliant Blue (Wong)
- Detective Conan (babysitter Onitsura)
- Digimon Adventure (Nanimon)
- Digimon Frontier (Arbormon, Petaldramon)
- Digimon Tamers (Babel)
- Dragon Ball Super (Toppo)
- Eyeshield 21 (Makoto Ōtawara, padre di Komusubi)
- Fate/Apocrypha (Kairi Shishigou)
- Fullmetal Alchemist (Delfino)
- Fuuto PI (Mamoru Mikado)
- Futakoi Alternative (Gen-san)
- Gallery Fake (Shinha)
- Ge Ge Ge no Kitarō (Kimura)
- Genma Wars (Loof)
- Genshiken (Mitsunori Kugayama)
- Ginga Legend Weed (Hiro)
- Honey and Clover (Yoriji Fujiwara)
- Kindaichi shōnen no jikenbo (Mikihiko Wakaōji, Toshirō Funaki)
- Le bizzarre avventure di JoJo: Battle Tendency (Santana)
- Mahō shōjo tokushusen Asuka (Yoshiaki Iizuka)
- MegaMan NT Warrior Stream (Duo)
- Moonlight Mile (Cabody)
- Nadja (Rosso)
- One Piece (Cromarlimo, Braham, Jack)
- Overlord (Olasird'arc Haylilyal)
- Papuwa (Magic Sōsui, G)
- Peace Maker Kurogane (Harada Sanosuke)
- Perfect Girl Evolution (Black-suited person)
- Samurai Champloo (abitante villaggio)
- Yes! Pretty Cure 5 GoGo! (Yadokan)
- SD Gundam Sangokuden Brave Battle Warriors (Sousou Gundam)
- Tactical Roar (Kunio Okamachi)
- Tomo-chan Is a Girl! (Goro Aizawa)
- Trigun Stampede (Gofsef)
- Trinity Blood (Marchese dell'Ungheria Gyula Kádár)
- Ultimate Muscle (Buffaloman, Harabote Muscle, Tomokazu)
- Undead Unluck (Void Volks)
- That Time I Got Reincarnated as a Slime (Lord degli Orchi)
- Xenosaga: The Animation (capitano Matthews)
- Yu-Gi-Oh! 5D's (Demak)
- Zatch Bell! (Gabrio, Faust)
- Zipang (Yōkichi Kadomatsu)

## OAV
- Air Gear: Kuro no Hane to Nemuri no Mori (Dontores)
- Final Fantasy VII: Advent Children (Loz)
- Hunter × Hunter (Nikkesu, Bopobo)
- King of Thorn (Ron Portman)

## Videogiochi
- Ace Combat: Squadron Leader (capitano Marcus Snow)
- Armored Core 4 (Berlioz)
- BlazBlue: Calamity Trigger (Iron Tager)
- BlazBlue: Continuum Shift (Iron Tager)
- BlazBlue: Chrono Phantasma (Iron Tager)
- BlazBlue: Central Fiction (Iron Tager)
- BlazBlue: Cross Tag Battle (Iron Tager)
- BlazBlue Alternative: Dark War (Iron Tager)
- Bullet Witch (Darkness)
- Bleach - Heat the Soul 4 (Yammy)
- Dragalia Lost (Chronos Nyx)
- Dragon Ball Xenoverse 2 (Pattugliatore temporale, Toppo)
- Dragon Ball Legends (Toppo)
- Dragon Ball: Sparking! Zero (Toppo)
- Dragon Quest Heroes II (Re di Al-Khasam)
- Final Fantasy XV (Wedge Kincaid)
- Fullmetal Alchemist and the Broken Angel (Trainjacker)
- Granblue Fantasy (Dex)
- Gravity Rush (Yuri Gerneaux, Bulbosa)
- Gravity Rush 2 (Bulbosa, Yuri Gerneaux)
- Halo: Reach (Emile-A239/Noble 4)
- Injustice: Gods Among Us (Lex Luthor)
- JoJo's Bizarre Adventure: Eyes of Heaven (Santana)
- Kid Icarus: Uprising (Magnus)
- Kingdom Hearts 3D: Dream Drop Distance (Bassotto medio)
- Layton's Mystery Journey: Katrielle e il complotto dei milionari (Preston Spicci)
- Marvel's Spider-Man (Lonnie Lincoln/Tombstone)
- Marvel's Spider-Man 2 (Lonnie Lincoln/Tombstone)
- Mega Man Powered Up (Guts Man, Yellow Devil)
- Mega Man ZX Advent (Buckfire the Gaxelleroid)
- Metroid: Other M (Anthony Higgs)
- One Piece: Pirate Warriors 4 (Jack)
- Panzer Bandit (Jingorō)
- Panzer Dragoon Saga (Abner)
- Ratchet & Clank (Capitano Qwark)
- Ratchet & Clank: Fuoco a volontà (Capitano Qwark)
- Ratchet & Clank 3 (Capitano Qwark)
- Ratchet & Clank: L'altezza non conta (Capitano Qwark)
- Ratchet & Clank: Armi di distruzione (Capitano Qwark)
- Ratchet & Clank: A spasso nel tempo (Capitano Qwark)
- Ratchet & Clank (videogioco 2016) (Capitano Qwark)
- Ratchet & Clank: Rift Apart (Capitano Qwark)
- Resident Evil Zero HD Remaster (Edward Dewey)
- Sonic Riders (Storm the Albatross)
- Sonic Riders: Zero Gravity (Storm the Albatross)
- Sonic Free Riders (Storm the Albatross)
- Soul Sacrifice (voce addizionale)
- Soulcalibur Legends (Barbaros)
- Super Smash Bros. per Nintendo 3DS e Wii U (Magna)
- Tales of the Tempest (Forest Ledoyen)
- Unlimited Saga (Iskandar, Cavalieri della Tavola Rotonda)
- Valkyrie Profile: Lenneth (Brahms)
- Valkyrie Profile 2: Silmeria (Brahms, Dylan)
- World of Final Fantasy: Maxima (Drago Oscuro Immortale)
- Wild Arms 5 (Nightburn Arkland)
- Yakuza (Yukio Terada)
- Yakuza Kiwami (Yukio Terada)
- Yakuza Kiwami 2 (Yukio Terada)

## Film doppiati
- 300 (messaggero persiano)
- Bee Movie (Ken)
- Il dottor Dolittle (cucciolo di alligatore)
- Chi ha incastrato Roger Rabbit (Wheezy)
- Alla ricerca di Nemo (Bombo)
- Mostri contro alieni (Anello Mancante)
- Oz (Simon Adebisi)
- Power Rangers Turbo (Goldgoyle, comandante Norquist)
- Power Rangers in space (Frightwing, comandante Norquist)
- Small Soldiers (Brick Bazooka)
- Le avventure di Superman, Justice League Unlimited (Lex Luthor)
- Agente speciale Sue Thomas (agente speciale Bobby Manning)
- A tutto reality (DJ)
- X-Men le origini - Wolverine (Blob)